# 9. september
9. september er dag 252 i året i den gregorianske kalender (dag 253 i skudår). Der er 113 dage tilbage af året.
Gorgonius dag, efter en from kristen, der var ansat ved det kejserlige hof i Rom i 300-tallet. Han udsat for de forfølgelser af kristne, som foregik under kejser Diocletian, og udsat for de frygteligste pinsler, inden han blev brændt på bålet. Gorgonius er notarernes skytshelgen.

### Begivenheder
Født - Dødsfald
- 0009 - En alliance af seks germanske stammer under ledelse af Arminius udsletter ved Varusslaget i Teutoburgerskoven tre romerske legioner ledet af Publius Quinctilius Varus og stopper den romerske ekspansion nordpå.
- 1000 - Under Slaget ved Svold falder Norges Olav Tryggvason i kamp mod danske Svend 1. Tveskæg og svenske Oluf Skotkonung.
- 1513 - Jarlen af Surrey anfører de engelske tropper i slaget ved Flodden Field, Northumberland mod kong James 4. af Skotland. James' tropper bliver slået, og han selv dræbt.
- 1536 - Bondeføreren Skipper Clement henrettes ved Viborg Landsting på grund af sin rolle under Grevens fejde.
- 1543 - Marie Stuart krones som ni måneder gammel som "Queen of Scots" i det skotske by Stirling.
- 1801 - Aleksandr 1. af Rusland giver privilegier til de baltiske guvernementer.
- 1839 - John Herschel tager sit første fotografi på en glasplade.
- 1850 - Californien bliver den 31. stat i USA.
- 1855 - Under Krimkrigen afsluttes Belejringen af Sevastopol, da de russiske styrker forlader byen.
- 1892 - Edward Emerson Barnard opdager Jupiter-månen Amalthea.
- 1894 - Under Sun Yat-Sens ledelse forsøges et oprør mod den kinesiske kejser. Det mislykkes, men i 1911 prøver Sun igen og denne gang med held.
- 1922 - Den græsk-tyrkiske krig bringes til ophør med tyrkisk sejr over grækerne i Smyrna.
- 1942 - Et japansk søfly smider brandbomber i Oregon i det første luftangreb nogensinde på amerikansk jord.
- 1943 - De allierede går i land ved Salerno og Taranto i Italien.
- 1945 - USA og Sovjetunionen deler Korea ved 38. breddegrad.
- 1945 - Kejserriget Japan overgiver sig formelt til Kina under den 2. kinesisk-japanske krig.
- 1948 - Kim Il-sung erklærer dannelsen af den nordkoreanske Folkerepublik og gør samtidig krav på hele den koreanske halvø.
- 1952 - Vesttyskland og Israel indgår erstatningsaftale på 3 milliarder D-mark til de overlevende fra KZ-lejrene.
- 1956 - Der fremsættes lovforslag om folkepension til alle.
- 1956 - Elvis Presley optræder på The Ed Sullivan Show for første gang.
- 1970 - Palæstinensere, heriblandt Leila Khaled, forsøger at kapre et El Al fly, men overmandes af sikkerhedsvagter. Tre andre kapringer lykkedes dog og flyene flyves til Dawson's Field i Jordan.
- 1971 - John Lennon udsender sit album Imagine.
- 1971 - Den britiske ambassadør Geoffrey Jackson løslades efter 8 måneders fangenskab hos guerillatropper i Uruguay.
- 1971 - 39 vagter og indsatte dør i en ildkamp i Attica fængslet i New York, efter at 32 vagter er taget som gidsler.
- 1975 - New York City, the big apple, sættes under administration.
- 1975 - 18-årige Martina Navratilova, tjekkisk tennisspiller, søger politisk asyl i USA.
- 1988 - Dronning Margrethe nedlægger grundstenen til Forskerparken i Århus.
- 1988 - 18 østtyskere møder op på Danmarks ambassade i Østberlin og anmoder om bistand til at opnå udrejsetilladelse fra DDR. Ambassaden afslår imidlertid og beder i stedet DDR's politi om at fjerne de 18 fra ambassaden.
- 1988 - Færgen MS Holger Danske der sejlede ruten Oslo - Frederikshavn bryder i brand i Oslofjorden syd for Horten med 267 passagerer om bord. Alle blev evakueret.
- 1990 - George H.W. Bush og Mikhail Gorbatjov kræver efter et topmøde i Helsingfors de irakiske styrker ud af Kuwait.
- 1991 - Tadjikistan erklærer uafhængighed fra Sovjetunionen.
- 1992 - Sveriges Riksbank hæver den korte rente fra 24% til 75% for at beskytte den svenske krone.
- 1993 - Den palæstinensiske befrielsesorganisation PLO anerkender officielt Israel som en legitim stat.
- 2001 - Ahmad Shah Massoud, leder af Den Nordlige Alliance myrdes i Afghanistan af to medlemmer af al-Qaeda, der udløser selvmordsbomber efter at have identificeret sig som journalister, der ønskede et interview.
- 2007 - Landingsstellet på et Dash8 på flyvning Scandinavian Airlines Flight 1209 bryder sammen og flyet forulykker under landing i Aalborg Lufthavn. En motor bryder i brand og et propelblad passerer gennem kabinen, men alle 73 ombordværende slipper uskadt.

### Født
- 384 - Flavius Honorius, vestromersk kejser (død 423).
- 1824 - Svend Grundtvig, dansk forfatter, litteratur- og sprogforsker (død 1883).
- 1828 - Lev Tolstoj, russisk forfatter (død 1910).
- 1886 - N.P. Fisker, dansk politiker og minister (død 1939).
- 1894 - Poul Henningsen, dansk lysmager, arkitekt, revyforfatter og samfundsrevser (død 1967).
- 1894 - William Falck, dansk direktør (død 1966).
- 1894 - Arthur Freed, amerikansk filmproducer (død 1973).
- 1917 - Aage Knudsen, dansk violinist og kgl. kapelmusikus (død 1990).
- 1918 - Oscar Luigi Scalfaro, italiensk præsident (død 2012).
- 1923 - D. Carleton Gajdusek, amerikansk virusspecialist (død 2008).
- 1923 - Cliff Robertson, amerikansk skuespiller (død 2011).
- 1925 - Benny Juhlin, dansk skuespiller (død 2010).
- 1941 - Otis Redding, amerikansk soulsanger (død 1967).
- 1941 - Teddy Edelmann, dansk sanger (død 2018).
- 1942 - Jytte Andersen, dansk socialdemokratisk politiker, tidligere minister.
- 1943 - Thomas Frovin Jensen, dansk jazzmusiker.
- 1952 - Bi Skaarup, dansk madhistoriker og arkæolog (død 2014).
- 1960 - Hugh Grant, engelsk skuespiller.
- 1966 - Adam Sandler, amerikansk skuespiller.
- 1966 - Dicte, dansk sanger.
- 1989 - Alexander Grandt Petersen, dansk politiker og foreningsformand

### Dødsfald
- 1000 - Olav Tryggvason, konge af Norge (født ca. 968).
- 1473 - Jakob 4., konge af Skotland (død 1513).
- 1536 - Skipper Clement, dansk oprørsleder (født 1485).
- 1087 - Vilhelm Erobreren, konge af England (født ca. 1027).
- 1768 - Caspar von Wessel, norsk-dansk søofficer (født 1693).
- 1798 - Morten Iversen Qvistgaard, dansk godsejer og justitsråd (født 1732).
- 1870 - Louise Lehzen, tysk baronesse (født 1784).
- 1891 - Jules Grévy, fransk president (født 1807)
- 1894 - Heinrich Karl Brugsch, tysk egyptolog (født 1827)
- 1896 - Luigi Palmieri, italiensk fysiker og meteorolog (født 1807).
- 1898 - Stéphane Mallarmé, fransk digter (født 1842).
- 1901 - Henri de Toulouse-Lautrec, fransk maler (født 1864).
- 1940 - Frantz Neergaard-Petersen, dansk godsejer, politiker og overretssagfører (født 1862).
- 1945 - Aage Bertelsen, dansk maler (født 1873).
- 1954 - Einar Kornerup, dansk murer og virksomhedsgrundlægger (født 1883).
- 1954 - Henry Ussing, dansk jurist (født 1886).
- 1960 - Jussi Björling, svensk sanger (født 1911).
- 1968 - Johannes Frandsen, dansk læge og medicinaldirektør (født 1891).
- 1971 - Axel Monberg, dansk entreprenør og civilingeniør (født 1893).
- 1976 - Mao Zedong, kinesisk præsident (født 1893).
- 1981 - Jacques Lacan, fransk psykoanalytiker (født 1901).
- 1986 - Ernst Moltke, dansk greve, jurist og embedsmand (født 1885).
- 1990 – Samuel Doe, liberisk president (født 1951).
- 1994 - Patrick O'Neal, amerikansk skuespiller (født 1927).
- 1997 - Burgess Meredith, amerikansk skuespiller (født 1907).
- 2001 - Ahmad Shah Massoud, afghansk motstandsleder (født 1953).
- 2003 - Edward Teller, ungarsk-amerikansk fysiker (født 1908).
- 2008 - Nouhak Phoumsavanh, laotisk president (født 1910).
- 2010 - Bent Larsen, dansk skakspiller (født 1935).
- 2011 - Esben Høilund Carlsen, dansk filminstruktør (født 1941).
- 2011 - Laurie Hughes, britisk fodboldspiller (født 1924).
- 2012 - Freddy Eriksen, dansk maler (født 1930).
- 2024 - James Earl Jones, amerikansk skuespiller (født 1931).

|  | Denne datoartikel kan blive bedre, hvis der indsættes et (bedre) billede Du kan hjælpe ved at afsøge Wikimedia Commons for et passende billede eller uploade et godt billede til Wikimedia Commons iht. de tilladte licenser og indsætte det i artiklen. |